# レオポルド・トレッペル
レオポルド・トレッペル（英語: Leopold Trepper、1904年2月23日 - 1982年1月19日）は、赤いオーケストラと呼ばれたソ連のスパイである。ユダヤ人。

## 経歴
オーストリア・ハンガリー帝国ノイマルクト（現・ポーランドノヴィ・タルク）に生まれる。1918年から左派シオニスト青年組織「ハショミル・ハツァイル」のメンバーとなる。
1924年4月からパレスチナに移住。労働組合の活動家、パレスチナ共産党責任書記として活動し、共産党ハイファ・セクト書記となった。1927年に逮捕。
1929年末、フランスに移り、フランス共産党と接触して活動を継続した。ユダヤ系共産主義紙「デア・モルゲン」（朝）の出版を組織。1932年6月、モスクワに移り、西方少数民族共産主義大学で学びつつ、「デア・エメス」（真実）紙編集部で働いた。その後、I.ヴィラとA.シュトレムの諜報グループが摘発されたことと関連して、フランスでソビエト軍事諜報部の任務を遂行することとなった。
1938年7月、カナダ人ビジネスマン、アダム・ミクレル名義でブリュッセルに到着した。活動のカバーのために、コート製造会社が設立され、他の国にも支社が現れた。
1940年にナチスがベルギーを占領した時、フランスに移り、そこから諜報組織を指導した。在仏ドイツ当局とも密接な業務関係を有し、価値ある軍事・政治情報を個人的に入手することができ、ドイツのソ連侵攻準備についても通報した。当時、ゲシュタポは、ソ連のために働く全ての組織を、その所属に関係なく、赤いオーケストラ（ドイツ語: Die Rote Kapelle）と呼んでいた。トレッペルの「オットー」グループも、この欧州全域にわたるネットワークの中の1つだった。
1942年、赤いオーケストラ各グループの多くのメンバーが逮捕された。1942年11月24日、トレッペル自身もゲシュタポにより逮捕された。ゲシュタポは、トレッペルを二重スパイとして利用しようと試みたが、1943年9月13日に脱走し、フランス共産党のルートでモスクワに警告を発した。その後、1944年8月のパリ解放まで地下活動に入った。
1945年1月、モスクワに戻ったが、二重スパイになっていたという疑いをかけられ、逮捕、尋問に処せられた。1947年7月19日、禁固15年を言い渡された。後年の著書によると、ブティルスク監獄に収容されていた当時、抑留された元関東軍師団長の富永恭次と同室であったという。
スターリンの死後、1954年5月に釈放。3年後ポーランドに移住し、レオポルド・ドンブの名でユダヤ系ポーランド人の文化・啓蒙組織を率いた。
1973年9月、フランスに移住。その後イスラエルに移住し、1982年1月19日、エルサレムで死去、77歳。

## 著書
- 『ヒトラーが恐れた男』堀内一郎 訳、三笠書房、1978年
  - Le grand jeu : Mémoires du chef de l'orchestre rouge, Paris, Albin Michel, 1975

## 参考資料
- Ян Берзин - командарм ГРУ, Горчаков О.А., С-Пб., Нева, 2004